# Nei tuoi panni
Nei tuoi panni è stato un programma televisivo italiano di genere docureality condotto da Mia Ceran, andato in onda su Rai 2 dal 17 ottobre 2022 al 3 marzo 2023 dal lunedì al venerdì, dalle 17 alle 18. Il programma viene realizzato all'interno del TV3 del CPTV di Milano Corso Sempione.

## Il programma
La trasmissione vede al centro di ogni puntata una famiglia che si mette alla prova vestendo i panni gli uni degli altri. Ciascuno con le proprie questioni da affrontare e cercare di risolvere.
In studio vengono ospitati spesso opinionisti e psicologi che affrontano le varie tematiche discusse nel dibattito.
La sigla della trasmissione è realizzata dal cantante Alfa.

## Edizioni

### Riepilogo delle edizioni
| Edizione | Periodo   | Inizio          | Fine         | Puntate | Conduzione | Rete  | Studio                                | Regia           |
| -------- | --------- | --------------- | ------------ | ------- | ---------- | ----- | ------------------------------------- | --------------- |
| 1ª       | 2022-2023 | 17 ottobre 2022 | 3 marzo 2023 | 77      | Mia Ceran  | Rai 2 | TV3 del CPTV di Milano Corso Sempione | Laura Ferraresi |

#### Prima edizione
La prima ed unica edizione è andata in onda dal 17 ottobre 2022 al 3 marzo 2023 su Rai 2 con la conduzione di Mia Ceran. Il programma non è stato trasmesso dal 21 al 25 novembre 2022 a causa del Campionato mondiale di calcio 2022. Il programma ha ripreso la messa in onda il 28 novembre, per concludersi il 23 dicembre 2022 per la prima parte della stagione.
Dal 2 al 6 gennaio 2023 è andata in onda Nei tuoi panni Album, una sorta di best of che ripercorre i momenti migliori della trasmissione, che ha poi ripreso la messa in onda il 9 gennaio 2023.
L'edizione ha chiuso in anticipo rispetto al previsto per la maternità della conduttrice.